# Муштум
«Муштум» (узб. Mushtum) — советский, а затем узбекистанский литературно-художественный иллюстрированный сатирический журнал на узбекском языке. Символом издания в советский период являлся красный антропоморфный кулак с вилами, в независимом Узбекистане антропоморфный кулак в национальной узбекской одежде с вилами в руке. Журнал выходит один раз в месяц. Тираж 5000 экземпляров.

## История
«Муштум» (в переводе на русский язык означает «кулак») был основан в 1923 году, как приложение к газете «Туркистон». Первый выпуск состоялся 18 февраля 1923 года, тиражом 3000 экземпляров. В пилотном номере, основатель издания, Абдулла Кадыри в статье «В определение „Кулака“», так описал главное направление «Муштума»: «Этот „Кулак“ — не кулак насилия, а кулак справедливости, этот „Кулак“ — не кулак угнетателей, а кулак угнетённых. Поэтому он имеет другое значение…».
После образования Узбекской ССР в 1924 году «Муштум» выходил как приложение к газете «Кызыл Узбекистан», с 1926 года выпускался еженедельно, а его тираж повысился до 20000 экземпляров.
На страницах издания в разное время печатались такие признанные мастера узбекской литературы, как Гази Юнус, Чулпан, Ходжи Муин, Рафик Мумин, Гафур Гулям, Комил Алиев, Абдулла Каххар, Носыр Саид, Гайрати, Сабир Абдулла, Саид Ахмад, Самиг Абдукаххар, Анвар Мукимов, Худайберды Тухтабаев, Анвар Абиджан и многие другие. Многие юмористические произведения, впервые опубликованные в «Муштуме», впоследствии вошли в сокровищницу узбекской литературы, например, «Озорник» Гуляма, фельетоны Каххара и Саида Ахмада, «Мудрые деревенские сказки» Эркина Вахидова, драма Абдуллы Арипова «Дорога в небеса». В журнале были опубликованы сотни критических статей и фельетонов, широко использовались такие герои народного творчества, как Насреддин Афанди, Алдар-Косе.
В 1979 году Народный поэт Узбекистана Тура Сулейман получил премию журнала за сборник юмористических стихотворений узб. Alhazar.
Первым художником издания был Иштван Тулля, в разное время в журнале работали художники: В. Еремян, Т. Мухамедов, Д. Синицкий, М. Воробейников, Н. Иброхимов, А. Халиков, С. Субхонов, А. Гамбаров, С. Салохиддинов, Х. Содиков. На страницах издания начинали свой творческий путь И. Икрамов, один из лучших узбекских художников-графиков и заслуженный деятель искусств Узбекской ССР Усто Мумин. Главными редакторами журнала были Гази Юнус, Зиё Саид, Г. Гафуров, Хусейн Шамс, Ж. Махмудов, М. Мухамедов, Акмаль Пулат, З. Юлдашев, Мирмухсин, И. Рахимов, Н. Аминов, М. Кариев.
В советский период своей истории журнал сотрудничал с изданиями схожей направленности: «Перець» (Украинская ССР), «Вожык» (Белорусская ССР), «Чаян» (Татарская АССР) и «Ара» (Казахская ССР).
После обретения Узбекистаном независимости журнал продолжил свою работу. 28 августа 1998 год журнал учредил еженедельное приложение — газету «Афанди», в которой широко освещались актуальные проблемы и печатались критические статьи. Главным редактором журнала с 1996 года был А. Джураев. В 2003 году вышел 10000-й номер журнала.
18 февраля 2023 года журнал «Муштум» отметил свой 100-летний юбилей, выставка посвящённая этому событию проходила в Университете журналистики и массовых коммуникаций Узбекистана.
В марте 2024 года было объявлено, что из-за финансовых проблем журнал временно прекращает свою деятельность. По словам главного редактора Н. Тошматова, до этого объявления журнал только дважды за свою вековую историю приостанавливал работу — в годы Великой Отечественной войны и во время пандемии. Однако позже редакция журнала сообщила о разрешении возникших трудностей и возобновлении работы.